# Drei Mann in einem Boot (Roman)

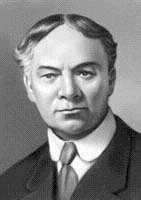
Jerome K. Jerome

Drei Mann in einem Boot – vom Hunde ganz zu schweigen (auch: Drei Männer im Boot … ganz zu schweigen vom Hund, engl. Originaltitel: Three Men in a Boat: To Say Nothing of the Dog), erschienen 1889, ist eine humorvolle Erzählung von Jerome K. Jerome über einen Bootsausflug auf der Themse.

## Handlung
Die Rahmenhandlung der Erzählung ist eine gemeinsame Bootsfahrt dreier junger Männer im ausgehenden 19. Jahrhundert: Jerome, der Ich-Erzähler, plant, mit seinen beiden Freunden George und Harris ein Ruderboot zu mieten und damit etwa zwei Wochen lang die Themse zwischen Kingston und Oxford zu befahren. Für die Personen gibt es reale Vorbilder, fiktiv ist jedoch der Hund Montmorency, der die drei begleitet. Er habe aber, so Jerome, „viel mit mir gemeinsam“. Jerome verwendet einen assoziativen Erzählstil. Er nimmt einzelne Ereignisse der Reisevorbereitungen und der Reise selbst zum Anlass, ausführlich verschiedene Geschichten und Anekdoten zu erzählen, die mit der Reise nichts oder nur wenig zu tun haben. Die Reise bildet daher nur die Rahmenhandlung und tritt, was den Umfang des Gesamtwerks angeht, gegenüber den eingestreuten Anekdoten deutlich in den Hintergrund. Ursprünglich war das Buch als ernsthafter Reiseführer geplant, mit Erzählungen über die Geschichte von Plätzen entlang der Strecke, doch die humoristischen Schilderungen gewannen letztlich die Oberhand.
Eine spätere, jedoch nicht so erfolgreiche Fortsetzung trägt den Titel Drei Männer auf Bummelfahrt (Three Men on the Bummel) und handelt von einer Radtour durch Deutschland.

## Rezeption
Der britische Schriftsteller Nigel Williams, dessen 1993 veröffentlichte Reiseerzählung Two and a Half Men in a Boat (deutscher Titel: Zweieinhalb Männer im Boot, 1996) auf Jeromes Reise basiert und vielfach auf die literarische Vorlage Bezug nimmt, schrieb über Jeromes Buch: „Wie brachte dieser Mann es fertig, eines der witzigsten Bücher der englischen Literaturgeschichte zu schreiben? Das Geheimnis von Jeromes Komik ist die einzigartig moderne Mixtur aus wahrheitsgetreuer Anekdote und Phantasie. Und weil Jerome, im Unterschied zu Dickens, seines Materials nicht ganz Herr ist, kommt reine Komik dabei heraus.“
Die Erzählung lieferte Titel und einige Motive für den deutschen Spielfilm Drei Mann in einem Boot von 1961 mit Hans-Joachim Kulenkampff, Heinz Erhardt, Walter Giller, Willy Reichert u. a. Eine weitere Verfilmung wurde 2017 mit Leichtmatrosen – Drei Mann in einem Boot veröffentlicht.

## Zitate
- „Ich mag Arbeit sehr: sie fasziniert mich. Ich kann stundenlang dabeisitzen und zuschauen.“
- „George schläft jeden Tag von zehn bis vier in einer Bank, außer Samstag, an welchem Tag man ihn um zwei aufweckt und vor die Tür setzt.“
- „Jeder Mensch hat, was er gar nicht haben will, und das, was er gern hätte, haben andere.“

## Ausgaben
- Jerome K. Jerome.: Drei Männer in einem Boot vom Hunde ganz zu schweigen. Roman (Originaltitel: Three men in a boot - to say nothing of the dog, übersetzt A. und M. Springer, neu überarbeitet und ergänzt von Jan Strümpel), Anaconda, Köln 2012, ISBN 978-3-86647-769-8 (Deutsche Erstausgabe: Ullstein, Berlin 1920).